# Somatostatinoma
Guz somatostatynowy (łac. somatostatinoma, ang. somatostatinoma) – niezwykle rzadki nowotwór o zapadalności 1/40 mln/rok. Dotychczas opisano około 200 przypadków. W 50% występuje w trzustce, rzadziej w dwunastnicy, jelicie cienkim (głównie w zespole MEN1) sporadycznie w jelicie grubym. Wywodzi się z komórek D. W 4-10% przypadków występuje z zespołem MEN1; złośliwy w 70%.

## Obraz kliniczny
Pomimo złośliwości przebieg jest powolny ze stosunkowo długim przeżyciem. W przypadku guzów >5 cm obserwuje się efekt masy (dotyczy głównie lokalizacji trzustkowej). Może pojawić się niedrożność jelit i/lub krwawienia z przewodu pokarmowego.
"Zespół hamowania" – występuje w 19% przypadków i jest związany z działaniem somatostatyny uwalnianej w nadmiarze przez nowotwór.
Do typowych objawów należą:
- łagodna cukrzyca
- biegunka
- stolce tłuszczowe
- achlorhydria
- kamica pęcherzyka żółciowego

W przypadku zmian wysoce złośliwych mogą dołączyć się następujące objawy:
- bóle brzucha
- utrata masy ciała
- niedokrwistość

## Diagnostyka
Oznaczenie poziomu somatostatyny przy obecnym guzie trzustki lub jelita. Pomocna może się okazać kolonoskopia lub gastroduodenoskopia.

## Leczenie
- chirurgiczne usunięcie guza i przerzutów
- leczenie objawowe nieskuteczne